# Astragalus glaucophylloides
Astragalus glaucophylloides es una especie de planta del género Astragalus, de la familia de las leguminosas, orden Fabales.

## Distribución
Astragalus glaucophylloides se distribuye por Turquía y Georgia.

## Taxonomía
Fue descrita científicamente por Bornm. & Woronov. Fue publicada en Vestn. Tiflissk. Bot. Sada 34: 2 (1914).